# Meris patula
Meris patula là một loài bướm đêm trong họ Geometridae.